# Fareed Sadat
Fareed Sadat (Esfahan, 10 novembre 1998) è un calciatore afghano con cittadinanza finlandese, attaccante del Bhayangkara e della nazionale afgana.

## Carriera

### Club
Nella stagione 2014 ha giocato due partite con il GrIFK, nella terza divisione finlandese. L'anno successivo è sceso di categoria per giocare nell'Espoo, nella quarta divisione finlandese. Per la stagione 2016 è stato acquistato dal Lahti, che lo ha fatto esordire in Veikkausliiga. Nella stagione 2019 viene tesserato dall'Haukar, formazione della seconda divisione islandese. Poco prima dell'inizio della stagione 2020 si trasferisce al MuSa, nella seconda divisione finlandese. A metà stagione si accasa all'AC Oulu, sempre nella seconda divisione finlandese, con cui ottiene la promozione in massima serie al termine della stagione. A metà della stagione 2021 ha fatto ritorno al MuSa, nella seconda divisione finlandese. Agli inizi del 2022 inizia la sua avventura in Asia, con i cambogiani del Phnom Penh Crown.

### Nazionale
Nel 2017 ha giocato tre incontri con la nazionale finlandese Under-19. L'anno successivo ha esordito con l'Afghanistan in un amichevole persa per 0-2 contro il Turkmenistan.

## Statistiche

### Presenze e reti nei club
Statistiche aggiornate al 17 dicembre 2022.
| Stagione        | Squadra         | Campionato      | Campionato | Campionato | Coppe nazionali | Coppe nazionali | Coppe nazionali | Coppe continentali | Coppe continentali | Coppe continentali | Altre coppe | Altre coppe | Altre coppe | Totale | Totale |
| Stagione        | Squadra         | Comp            | Pres       | Reti       | Comp            | Pres            | Reti            | Comp               | Pres               | Reti               | Comp        | Pres        | Reti        | Pres   | Reti   |
| --------------- | --------------- | --------------- | ---------- | ---------- | --------------- | --------------- | --------------- | ------------------ | ------------------ | ------------------ | ----------- | ----------- | ----------- | ------ | ------ |
| 2014            | GrIFK           | Ka              | 2          | 0          | CF              | -               | -               |                    | -                  | -                  |             | -           | -           | 2      | 0      |
| 2016            | Lahti           | VL              | 15         | 1          | CF+CdL          | 3+4             | 1+0             |                    | -                  | -                  |             | -           | -           | 22     | 2      |
| 2017            | Lahti           | VL              | 15         | 2          | CF              | 4               | 1               |                    | -                  | -                  |             | -           | -           | 19     | 3      |
| 2018            | Lahti           | VL              | 9          | 0          | CF              | 6               | 1               | UEL                | 1                  | 0                  |             | -           | -           | 16     | 1      |
| Totale Lahti    | Totale Lahti    | Totale Lahti    | 39         | 3          |                 | 17              | 3               |                    | 1                  | 0                  |             | -           | -           | 57     | 6      |
| 2019            | Haukar          | 1D              | 6          | 1          | CI+CdL          | 1+0             | 3+0             |                    | -                  | -                  |             | -           | -           | 7      | 4      |
| lug.-set. 2020  | MuSa            | Y               | 11         | 4          | CF              | -               | -               |                    | -                  | -                  |             | -           | -           | 11     | 4      |
| set.-dic. 2020  | AC Oulu         | Y               | 10         | 5          | CF              | -               | -               |                    | -                  | -                  |             | -           | -           | 10     | 5      |
| gen.-ago. 2021  | AC Oulu         | VL              | 10         | 0          | CF              | 2               | 0               |                    | -                  | -                  |             | -           | -           | 12     | 0      |
| Totale AC Oulu  | Totale AC Oulu  | Totale AC Oulu  | 20         | 5          |                 | 2               | 0               |                    | -                  | -                  |             | -           | -           | 22     | 5      |
| ago.-dic. 2021  | MuSa            | Y               | 8          | 4          | CF              | -               | -               |                    | -                  | -                  |             | -           | -           | 8      | 4      |
| Totale carriera | Totale carriera | Totale carriera | 86         | 17         |                 | 20              | 6               |                    | 1                  | 0                  |             | -           | -           | 107    | 23     |

### Cronologia presenze e reti in nazionale
| Cronologia completa delle presenze e delle reti in nazionale ― Afghanistan | Cronologia completa delle presenze e delle reti in nazionale ― Afghanistan | Cronologia completa delle presenze e delle reti in nazionale ― Afghanistan | Cronologia completa delle presenze e delle reti in nazionale ― Afghanistan | Cronologia completa delle presenze e delle reti in nazionale ― Afghanistan | Cronologia completa delle presenze e delle reti in nazionale ― Afghanistan | Cronologia completa delle presenze e delle reti in nazionale ― Afghanistan | Cronologia completa delle presenze e delle reti in nazionale ― Afghanistan |
| Data                                                                       | Città                                                                      | In casa                                                                    | Risultato                                                                  | Ospiti                                                                     | Competizione                                                               | Reti                                                                       | Note                                                                       |
| -------------------------------------------------------------------------- | -------------------------------------------------------------------------- | -------------------------------------------------------------------------- | -------------------------------------------------------------------------- | -------------------------------------------------------------------------- | -------------------------------------------------------------------------- | -------------------------------------------------------------------------- | -------------------------------------------------------------------------- |
| 25-12-2018                                                                 | Lara                                                                       | Afghanistan                                                                | 0 – 2                                                                      | Turkmenistan                                                               | Amichevole                                                                 | -                                                                          | 75’                                                                        |
| 7-6-2019                                                                   | Dušanbe                                                                    | Tagikistan                                                                 | 1 – 1                                                                      | Afghanistan                                                                | Amichevole                                                                 | -                                                                          | 46’                                                                        |
| 16-11-2021                                                                 | Belek                                                                      | Afghanistan                                                                | 1 – 0                                                                      | Indonesia                                                                  | Amichevole                                                                 | -                                                                          | 77’                                                                        |
| 11-6-2022                                                                  | Calcutta                                                                   | India                                                                      | 2 – 1                                                                      | Afghanistan                                                                | Qual. Coppa d'Asia 2023                                                    | -                                                                          | 84’                                                                        |
| 14-6-2022                                                                  | Calcutta                                                                   | Afghanistan                                                                | 2 – 2                                                                      | Cambogia                                                                   | Qual. Coppa d'Asia 2023                                                    | -                                                                          | 55’                                                                        |
| 10-6-2023                                                                  | Biškek                                                                     | Kirghizistan                                                               | 1 – 0                                                                      | Afghanistan                                                                | CAFA Nations Cup 2023 - 1º turno                                           | -                                                                          | 77’                                                                        |
| Totale                                                                     |                                                                            | Presenze                                                                   | 6                                                                          |                                                                            | Reti                                                                       | 0                                                                          |                                                                            |

## Palmarès

### Club

#### Competizioni nazionali
- Coppa di Lega finlandese: 1

Lahti: 2016
- Ykkönen: 1

AC Oulu: 2020